# Baudh (stato)
Lo Stato di Baudh (detto anche Boudh) fu uno stato principesco del subcontinente indiano, avente per capitale la città di Boudh.

## Storia
La tradizione locale riporta che, dopo la caduta della dinastia Somavamshi nel Gange orientale, i capi locali si fossero installati nella regione come feudatari. Un capo bramino senza figli adottò il nipote del vicino raja di Keonjhar che apparteneva alla dinastia dei Bhanj. Questi era Ananga Deva, e fondò lo stato nel XIV secolo.
Lo stato venne riconosciuto dalle autorità inglesi dell'India britannica nel 1874.
Baudh entrò a far parte dell'Unione Indiana il 1º gennaio 1948.

## Governanti
I governanti avevano il titolo di raja.

### Raja
Pitamber Deo 1874-1879
Jogendra Deo 1879-1913, figlio del precedente
Narayan Prasad 1913-1948, figlio del precedente